# Lemington
Lemington ist eine Town im Essex County im US-Bundesstaat Vermont. Sie hatte bei der letzten Volkszählung im Jahr 2020 insgesamt 87 Einwohner. Sie ist Teil der Berlin Micropolitan Statistical Area.

## Geografie

### Geografische Lage
Lemington liegt im Nordosten des Essex Countys. Der Connecticut River bildet die östliche Grenze zu New Hampshire, mehrere kleinere Zuflüsse des Connecticut Rivers wie der Willard Stream im Norden entwässern das Gebiet der Town. Es gibt keine größere Seen auf dem Gebiet der Town. Die Oberfläche ist hügelig, die höchste Erhebung ist der 973 m hohe Monadnock Mountain.

### Nachbargemeinden
Alle Entfernungen sind als Luftlinien zwischen den offiziellen Koordinaten der Orte aus der Volkszählung 2010 angegeben.
- Norden: Canaan, 4,3 km
- Nordosten: Colebrook, 19,0 km
- Südosten: Columbia, 8,7 km
- Südwesten: Bloomfield, 6,3 km
- Westen: Lewis, 17,5 km
- Nordwesten: Averill, 9,1 km

### Klima
Die mittlere Durchschnittstemperatur in Lemington liegt zwischen −11,7 °C (11 °Fahrenheit) im Januar und 18,3 °C (65 °Fahrenheit) im Juli. Damit ist der Ort gegenüber dem langjährigen Mittel der USA um etwa 9 Grad kühler. Die Schneefälle zwischen Mitte Oktober und Mitte Mai liegen mit mehr als zwei Metern etwa doppelt so hoch wie die mittlere Schneehöhe in den USA. Die tägliche Sonnenscheindauer liegt am unteren Rand des Wertespektrums der USA, zwischen September und Mitte Dezember sogar deutlich darunter.

## Geschichte

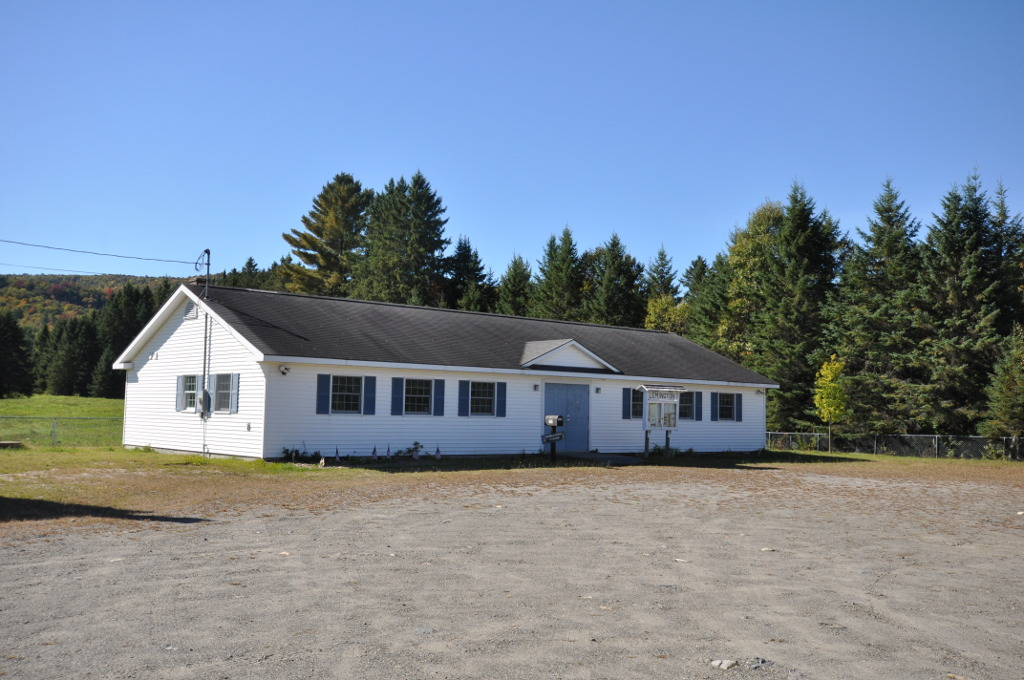
Town Office Lemington

Der Grant für Lemington wurde am 29. Juni 1762 mit einer Fläche von 23.040 acres (etwa 93 km²) als einer der New Hampshire Grants durch Benning Wentworth vergeben. Den Grant bekam wie mehrere weitere Samuel Averill aus Connecticut. Ein anderer Grant, der auch nach ihm benannt wurde, ist die benachbarte Town Averill. Wie der Name der Town Lemington entstanden ist, ist unklar. Die Besiedlung fand hauptsächlich in der Nähe des Connecticut Rivers statt.

### Einwohnerentwicklung
| Volkszählungsergebnisse – Town of Lemington, Vermont | Volkszählungsergebnisse – Town of Lemington, Vermont | Volkszählungsergebnisse – Town of Lemington, Vermont | Volkszählungsergebnisse – Town of Lemington, Vermont | Volkszählungsergebnisse – Town of Lemington, Vermont | Volkszählungsergebnisse – Town of Lemington, Vermont | Volkszählungsergebnisse – Town of Lemington, Vermont | Volkszählungsergebnisse – Town of Lemington, Vermont | Volkszählungsergebnisse – Town of Lemington, Vermont | Volkszählungsergebnisse – Town of Lemington, Vermont | Volkszählungsergebnisse – Town of Lemington, Vermont |
| Jahr                                                 | 1700                                                 | 1710                                                 | 1720                                                 | 1730                                                 | 1740                                                 | 1750                                                 | 1760                                                 | 1770                                                 | 1780                                                 | 1790                                                 |
| ---------------------------------------------------- | ---------------------------------------------------- | ---------------------------------------------------- | ---------------------------------------------------- | ---------------------------------------------------- | ---------------------------------------------------- | ---------------------------------------------------- | ---------------------------------------------------- | ---------------------------------------------------- | ---------------------------------------------------- | ---------------------------------------------------- |
| Einwohner                                            |                                                      |                                                      |                                                      |                                                      |                                                      |                                                      |                                                      |                                                      |                                                      | 31                                                   |
| Jahr                                                 | 1800                                                 | 1810                                                 | 1820                                                 | 1830                                                 | 1840                                                 | 1850                                                 | 1860                                                 | 1870                                                 | 1880                                                 | 1890                                                 |
| Einwohner                                            | 52                                                   | 132                                                  | 139                                                  | 183                                                  | 124                                                  | 187                                                  | 207                                                  | 191                                                  | 222                                                  | 227                                                  |
| Jahr                                                 | 1900                                                 | 1910                                                 | 1920                                                 | 1930                                                 | 1940                                                 | 1950                                                 | 1960                                                 | 1970                                                 | 1980                                                 | 1990                                                 |
| Einwohner                                            | 204                                                  | 138                                                  | 145                                                  | 133                                                  | 131                                                  | 105                                                  | 112                                                  | 120                                                  | 108                                                  | 102                                                  |
| Jahr                                                 | 2000                                                 | 2010                                                 | 2020                                                 | 2030                                                 | 2040                                                 | 2050                                                 | 2060                                                 | 2070                                                 | 2080                                                 | 2090                                                 |
| Einwohner                                            | 107                                                  | 104                                                  | 87                                                   |                                                      |                                                      |                                                      |                                                      |                                                      |                                                      |                                                      |

## Wirtschaft und Infrastruktur

### Verkehr

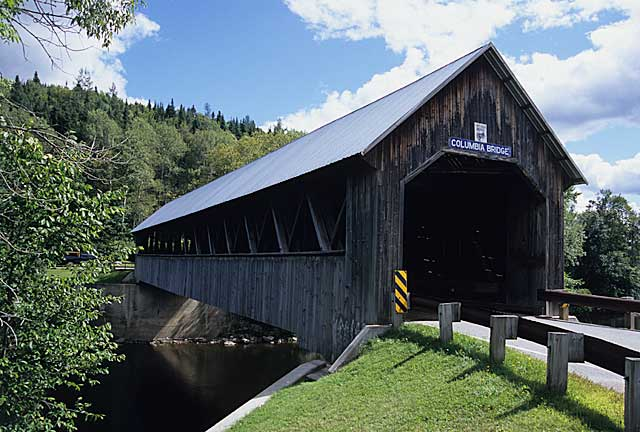
Covered Bridge zwischen Columbia und Lemington

Auf der westlichen Seite verläuft die Vermont State Route 102 von Canaan im Norden nach Brunswick im Süden. Es gibt nur wenige weitere Straßen auf dem Gebiet der Town. Auf der östlichen Seite des Connecticut Rivers führt der U.S. Highway 2 durch das Coös County in New Hampshire in nördliche Richtung.

### Öffentliche Einrichtungen
Das North Country Hospital & Health Care in Newport ist das nächstgelegene Krankenhaus für die Bewohner der Town.

### Bildung
Lemington gehört mit Bloomfield, Brunswick, Canaan und Norton zur Essex North Supervisory Union.
In Lemington gibt es keine Schule. Die nächsten sind die Canaan Schools in Canaan. Sie bieten für etwa 200 Schülerinnen und Schülern Klassen von Kindergarten bis zum 12. Schuljahr.
In Lemington gibt es keine Bibliothek. Die nächste befindet sich in Canaan.

## Persönlichkeiten

### Söhne und Töchter der Stadt
- Edward Dow (1820–1894), Architekt